# 쓰쿠바 익스프레스 종합 기지 내 탈선 사고
쓰쿠바 익스프레스 종합 기지 내 탈선 사고(쓰쿠바 익스프레스 그렇게 어색한 다센지코)는 2019년 (2019년) 2월 28일 16시 10 분경에 쓰쿠바 익스프레스 종합 기지에서 발생한 열차 탈선 사고이다.
츠쿠바 익스프레스 최초의 탈선 사고였고, 승객은 없었고 3명의 직원에게 부상은 없었다 . 덧붙여 영업선상에서 발생한 사고가 아니기 때문에 , 운수 안전 위원회 (JTSB)에 의한 조사 대상이 되고 있지 않다.

## 개요
2019년 2월 28일 16시 10분쯤, 이바라키현 쓰쿠바미라이시 츠쓰토 에 있는 쓰쿠바 익스프레스 종합 기지내 17번선으로, 과주 방호 기능의 작동 시험을 하고 있던 TX-2000계 2차 증비차 (71편성) 이 차고, 가선기둥에 충돌, 선두차량의 바퀴 4륜이 탈선 . 당시 승객은 타지 않았고, 운전사나 직원을 포함한 사상자는 없었다. 이 사고의 영향으로 방호무선이 발보되어 영업선에서도 16시 10분부터 16시 16분까지 안전확인을 위해 운전할 전망이 됐다. 해당 차량은 2012년에 도입된 TX-2000계의 2차 증비차로 불과 7년의 활약이었다.
당해 차량이 자동적으로 비상 브레이크를 동작시키는 과주 방호 기능의 동작 확인 시험 ORP 시험시에, 브레이크력이 충분하지 않은 시험 차량으로, 가속 조작을 통상보다 선로 종단에 가까운 개소에서 행한 것이 사고의 원인 중 하나이다 .

## 원인

### 가속 조작의 실수
첫 번째 원인에도 있지만, 브레이크력이 불충분한 상태에서 검사를 행했기 때문에 차량 정지까지 비상 브레이크가 시간에 맞지 않고 충돌해 버린 것도 원인이다. 이것으로부터 원래의 전반 검사도 불충분했던 것도 원인이라고 .

### 브레이크의 힘, 검사가 불충분
이 사고는 법률로 정해진 철도차량 검사 중 몇 년에 한 번 실시하는 '전반검사'를 실시한 후 시운전에서 발생했다. 이 검사는, 전철의 바닥 바닥 기기, 지붕의 냉난방, 판타그래프를 해체해, 문제가 없는가 확인해, 청소를 한 후 원래대로 되돌린다, 라고 하는 검사이다. 이 검사 후의 시운전(신호 관계도 시운전을 실시한다)에서 사고는 발생했다 [ 출처 무효 ]</link> .

## 경위

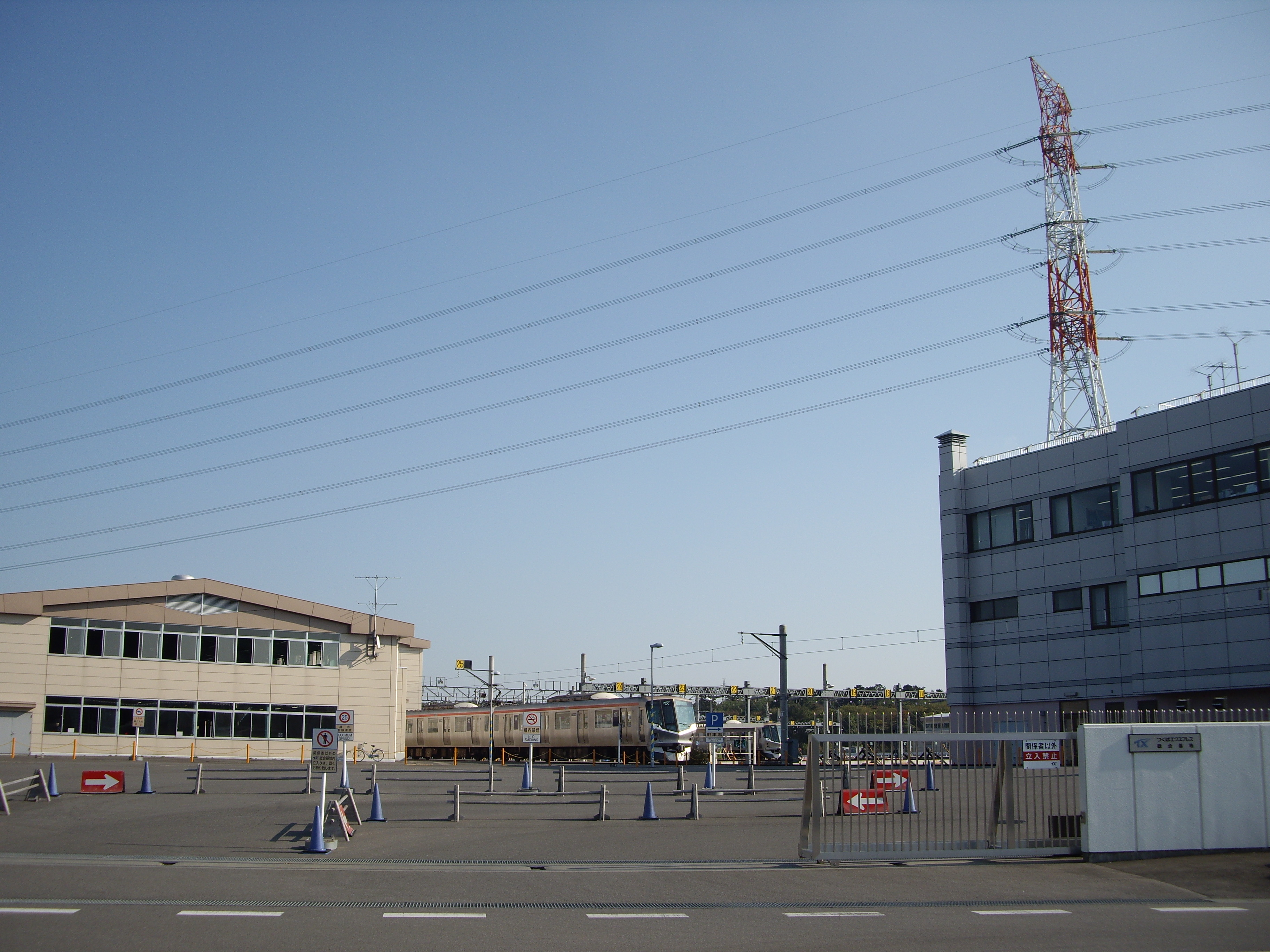
사고가 발생한 TX 종합 기지 (쓰쿠바 미라이 시)

사고로 운영 회사의 수도권 신도시 철도는

## 피해
이 사고로 사망자나 부상자 아무도 없었다.그 차량의 TX-2000 세종 71조의 중, TX-2171차, TX-2271차는 같은 해 7월, TX-2371차와 단체를 구성한 TX-2271차는 2020년 3월 24일 폐전되었다.이 자동차는 전 세계에서 가장 먼저 폐기된 자동차이다.나머지 3개는 2024년 3월까지 방역을 옮기고 TBS 드라마 '펜딩트레인'과 승무원 훈련에 활용되고 있다.

## 향후 대책
탈선사고 같은 해 5월 탈선사고의 해당 차량의 TX-2000계 71편성과 마찬가지로 2012년 도입된 72편성 바닥기기와 대차를 연결하는 '매달기 레일'에 균열이 발견됐다. 이대로 운용에 들어가면, 바닥하 기기가 주행중에 낙하할 우려가 있어 위험하기 때문에, 운용을 이탈해 긴급 검사를 실시. 동시에 쓰쿠바 익스프레스 전 차량의 바닥을 점검한 결과 71, 72편성과 같은 시기에 제조, 도입된 TX-2000계 73편성에도 균열이 있었다. 이 영향으로 3편성이 운용에 들어가지 않는 상태가 되었다  .
- ORP 시험에는 브레이크력을 정량적으로 확인한 차량을 이용할 것
- 차량을 정지 패턴 속도까지 가속시킬 때의 운전 조작·시험을 중단하는 판단 기준에 대해서와 과주 거리를 길게 취할 수 있는 유치선으로 과주 방호 시험을 실시하는 취지를 시험의 메뉴얼에 명기하는 것
- 시험 요원을 강화하고 직원에게 교육 훈련을 강화

이상을 재발 방지책으로서 강구한다고 한다 .

## 탈선 사고 후

### 차량 바닥 아래 문제
운영회사의 수도권 신도시철도 에서는 대책으로서 기기 매달기용 레일의 변형부분을 모두 제거하고 보강재를 추가한 후 주변환장치를 다시 붙이는 작업이 실시되어 이미 안전성을 확인했다고 한다. . 72, 73편성은 같은 해 7-8월 중 운용으로 복귀하고 있다 .

### 차량 부족
앞서 언급한 탈선사고나 TX-2000계 72, 73편성의 매달기 레일에 균열이 들어서 3편성이 운용을 이탈했기 때문에 차량 부족이 되었다. 츠쿠바 익스프레스의 예비차는 당시 3편성이었기 때문에 예비차가 0이라는 상태가 되었다. 모리야역 - 아키하바라역 ( 직류 구간) 한정 운용에는, TX-1000계를 적극적으로 운용에 넣는 등의 궁리를 하고 있었다. 그러나, 그 상태를 쫓아내듯이, 같은 해 6월 23일 0시경, 쓰쿠바역발, 기타센주역행 오르막 최종열차가 야시 오역 에서 인신사고 에 휘말려 버렸다. 이 편성은 차량 점검 때문에 다음날 운용에 넣지 않게 되어 버렸다. 보통 예비차를 운용 에 넣지만 차량 부족으로 인해 다음날 아침 1왕복이 운휴, 구간 쾌속열차 가 보통열차 로 종별 변경하는 등의 영향이 나왔다. 그 후, 바닥 트러블이 해소된 것, 신형 차량의 TX-3000계가 5편성 도입된 것으로, 차량 부족은 해소했다 .